# NGC 6565
NGC 6565は、いて座にある惑星状星雲である。ESO 456-70とも呼ばれる。